# ATP World Tour Finals 2011
El Barclays ATP World Tour Finals 2011, també anomenada Copa Masters masculina 2011, és l'esdeveniment que tanca la temporada 2011 de tennis en categoria masculina. La 42a edició en individual i la 36 en dobles es van celebrar sobre pista dura entre el 20 i el 27 de novembre al The O2 arena de Londres, Regne Unit.
El tennista suís Roger Federer va defensar el títol guanyat l'edició anterior i va aconseguir la sisena Copa Masters de la seva carrera, més cap altre tennista. Amb aquesta victòria aconseguia el seu 70è títol individual en la final número 100 que disputava. A més, tancava fantàsticament la temporada amb els tres darrers títols del calendari i una ratxa de 17 victòries consecutives. La parella formada pel belarús Maks Mirni i el canadenc Daniel Nestor va aconseguir la seva primera Copa Masters conjuntament en el primer any que formaven parella. Per Mirnyi era el segon títol després de l'aconseguit el 2006, mentre que per Nestor era el quart en els cinc darrers anys (2007, 2008 i 2010). Tan Federer com la parella Mirnyi-Nestor es van endur el títol sense perdre cap partit en tot el torneig.

## Individuals

### Classificació
| Rq | Jugador            | Punts  | Torneigs | Data de classificació |
| -- | ------------------ | ------ | -------- | --------------------- |
| 1  | Novak Đoković      | 13.475 | 18       | 17 de maig            |
| 2  | Rafael Nadal       | 9.375  | 19       | 8 de juny             |
| 3  | Andy Murray        | 7.380  | 18       | 2 de setembre         |
| 4  | Roger Federer      | 6.670  | 18       | 3 de setembre         |
| 5  | David Ferrer       | 4.480  | 22       | 13 d'octubre          |
| 6  | Jo-Wilfried Tsonga | 3.535  | 24       | 10 de novembre        |
| 7  | Tomáš Berdych      | 3.300  | 23       | 10 de novembre        |
| 8  | Mardy Fish         | 2.965  | 23       | 10 de novembre        |
| S1 | Janko Tipsarević   | 2.395  | 27       |                       |
| S2 | Nicolás Almagro    | 2.380  | 26       |                       |

### Fase grups

#### Grup A
| Pos. | Rq | Jugador          | V | D | Sets  | Jocs    |
| ---- | -- | ---------------- | - | - | ----- | ------- |
| 1    | 7  | Tomáš Berdych    | 2 | 1 | 5 − 4 | 46 − 43 |
| 2    | 5  | David Ferrer     | 2 | 1 | 5 − 2 | 37 − 29 |
| 3    | 1  | Novak Đoković    | 1 | 2 | 3 − 5 | 32 − 42 |
| 4    | S1 | Janko Tipsarević | 1 | 1 | 3 − 3 | 30 − 27 |
| RET  | 3  | Andy Murray      | 0 | 1 | 0 − 2 | 9 − 13  |

|      |                                | Novak Đoković              | Andy Murray · Janko Tipsarević | David Ferrer      | Tomáš Berdych                 |
| 1    | Novak Đoković                  |                            | 6−3, 3−6, 3−6 (Tipsarevic)     | 3−6, 1−6          | 3−6, 6−3, 7−6(3)              |
| 3 S1 | Andy Murray · Janko Tipsarević | 3−6, 6−3, 6−3 (Tipsarevic) |                                | 4−6, 5−7 (Murray) | 6−2, 3−6, 6−7(6) (Tipsarevic) |
| 5    | David Ferrer                   | 6−3, 6−1                   | 6−4, 7−5 (Murray)              |                   | 6−3, 5−7, 1−6                 |
| 7    | Tomáš Berdych                  | 6−3, 3−6, 6−7(3)           | 2−6, 6−3, 7−6(6) (Tipsarevic)  | 3−6, 7−5, 6−1     |                               |

#### Grup B
| Pos. | Rq | Jugador            | V | D | Sets  | Jocs    |
| ---- | -- | ------------------ | - | - | ----- | ------- |
| 1    | 4  | Roger Federer      | 3 | 0 | 6 − 2 | 41 − 25 |
| 2    | 6  | Jo-Wilfried Tsonga | 2 | 1 | 5 − 3 | 42 − 36 |
| 3    | 2  | Rafael Nadal       | 1 | 2 | 3 − 5 | 34 − 43 |
| 4    | 8  | Mardy Fish         | 0 | 3 | 2 − 6 | 31 − 44 |

|   |                    | Rafael Nadal     | Roger Federer | Jo-Wilfried Tsonga | Mardy Fish       |
| 2 | Rafael Nadal       |                  | 3−6, 0−6      | 6−7(2), 6−4, 3−6   | 6−2, 3−6, 7−6(3) |
| 4 | Roger Federer      | 6−3, 6−0         |               | 6−2, 2−6, 6−4      | 6−1, 3−6, 6−3    |
| 6 | Jo-Wilfried Tsonga | 7−6(2), 4−6, 6−3 | 2−6, 6−2, 4−6 |                    | 7−6(4), 6−1      |
| 8 | Mardy Fish         | 2−6, 6−3, 6−7(3) | 1−6, 6−3, 3−6 | 6−7(4), 1−6        |                  |

### Fase final
|  | Semifinals | Semifinals         | Semifinals    | Semifinals | Semifinals |   |                    | Final | Final | Final | Final | Final |
|  |            |                    |               |            |            |   |                    |       |       |       |       |       |
|  | 7          | Tomáš Berdych      | 3             | 5          |            |   |                    |       |       |       |       |       |
|  | 6          | Jo-Wilfried Tsonga | 6             | 7          |            |   |                    |       |       |       |       |       |
|  | 6          | Jo-Wilfried Tsonga | 6             | 7          |            | 6 | Jo-Wilfried Tsonga | 3     | 7     | 3     |       |       |
|  |            |                    |               |            |            | 6 | Jo-Wilfried Tsonga | 3     | 7     | 3     |       |       |
|  |            | 4                  | Roger Federer | 6          | 6⁶         | 6 |                    |       |       |       |       |       |
|  | 5          | 4                  | Roger Federer | 6          | 6⁶         | 6 | David Ferrer       | 5     | 3     |       |       |       |
|  | 5          |                    |               |            |            |   | David Ferrer       | 5     | 3     |       |       |       |
|  | 4          | Roger Federer      | 7             | 6          |            |   |                    |       |       |       |       |       |

## Dobles

### Classificació
| Rq | Jugadors                               | Punts  | Torneigs | Data de classificació |
| -- | -------------------------------------- | ------ | -------- | --------------------- |
| 1  | Bob Bryan · Mike Bryan                 | 10.100 | 23       | 2 de setembre         |
| 2  | Michäel Llodra · Nenad Zimonjić        | 7.300  | 19       | 2 de setembre         |
| 3  | Maks Mirni · Daniel Nestor             | 6.980  | 22       | 2 de setembre         |
| 4  | Mahesh Bhupathi · Leander Paes         | 4.770  | 15       | 14 d'octubre          |
| 5  | Rohan Bopanna · Aisam-Ul-Haq Qureshi   | 4.650  | 26       | 7 de novembre         |
| 6  | Robert Lindstedt · Horia Tecau         | 4.040  | 23       | 1 de novembre         |
| 7  | Jürgen Melzer · Philipp Petzschner     | 4.010  | 14       | 13 de setembre        |
| 8  | Mariusz Fyrstenberg · Marcin Matkowski | 3.270  | 25       | 10 de novembre        |

### Fase grups

#### Grup A
| Pos. | Rq | Jugadors                           | V | D | Sets  | Jocs    |
| ---- | -- | ---------------------------------- | - | - | ----- | ------- |
| 1    | 4  | Mahesh Bhupathi · Leander Paes     | 2 | 1 | 4 − 2 | 32 − 27 |
| 2    | 1  | Bob Bryan · Mike Bryan             | 2 | 1 | 4 − 3 | 32 − 27 |
| 3    | 7  | Jürgen Melzer · Philipp Petzschner | 1 | 2 | 3 − 4 | 32 − 34 |
| 4    | 6  | Robert Lindstedt · Horia Tecau     | 1 | 2 | 2 − 4 | 23 − 31 |

|   |                                    | Bob Bryan · Mike Bryan | Mahesh Bhupathi · Leander Paes | Robert Lindstedt · Horia Tecau | Jürgen Melzer · Philipp Petzschner |
| 1 | Bob Bryan · Mike Bryan             |                        | 4−6, 2−6                       | 6−1, 6−2                       | 6−7(4), 7−5, [10−7]                |
| 4 | Mahesh Bhupathi · Leander Paes     | 6−4, 6−2               |                                | 6−7(6), 1−6                    | 7−5, 6−3                           |
| 6 | Robert Lindstedt · Horia Tecau     | 1−6, 2−6               | 7−6(6), 6−1                    |                                | 3−6, 4−6                           |
| 7 | Jürgen Melzer · Philipp Petzschner | 7−6(4), 5−7, [7−10]    | 5−7, 3−6                       | 6−3, 6−4                       |                                    |

#### Grup B
| Pos. | Rq | Jugadors                               | V | D | Sets  | Jocs    |
| ---- | -- | -------------------------------------- | - | - | ----- | ------- |
| 1    | 3  | Maks Mirni · Daniel Nestor             | 3 | 0 | 6 − 2 | 35 − 28 |
| 2    | 8  | Mariusz Fyrstenberg · Marcin Matkowski | 2 | 1 | 4 − 3 | 31 − 26 |
| 3    | 2  | Michäel Llodra · Nenad Zimonjić        | 1 | 2 | 4 − 4 | 33 − 32 |
| 4    | 5  | Rohan Bopanna · Aisam-Ul-Haq Qureshi   | 0 | 3 | 1 − 6 | 24 − 37 |

|   |                                        | Michäel Llodra · Nenad Zimonjić | Maks Mirni · Daniel Nestor | Rohan Bopanna · Aisam-Ul-Haq Qureshi | Mariusz Fyrstenberg · Marcin Matkowski |
| 2 | Michäel Llodra · Nenad Zimonjić        |                                 | 6−4, 3−6, [7−10]           | 7−6(6), 6−3                          | 4−6, 7−5, [9−11]                       |
| 3 | Maks Mirni · Daniel Nestor             | 4−6, 6−3, [10−7]                |                            | 7−6(2), 4−6, [11−9]                  | 6−4, 6−3                               |
| 5 | Rohan Bopanna · Aisam-Ul-Haq Qureshi   | 6−7(6), 3−6                     | 6−7(2), 6−4, [9−11]        |                                      | 2−6, 1−6                               |
| 8 | Mariusz Fyrstenberg · Marcin Matkowski | 6−4, 5−7, [11−9]                | 4−6, 3−6                   | 6−2, 6−1                             |                                        |

### Fase final
|  | Semifinals | Semifinals                             | Semifinals                 | Semifinals | Semifinals |                        |    | Final                                  | Final | Final | Final | Final |
|  |            |                                        |                            |            |            |                        |    |                                        |       |       |       |       |
|  | 4          | Mahesh Bhupathi · Leander Paes         | 4                          | 6          | [6]        |                        |    |                                        |       |       |       |       |
|  | 8          | Mariusz Fyrstenberg · Marcin Matkowski | 6                          | 4          | [10]       |                        |    |                                        |       |       |       |       |
|  | 8          | Mariusz Fyrstenberg · Marcin Matkowski | 6                          | 4          | [10]       |                        | 8  | Mariusz Fyrstenberg · Marcin Matkowski | 5     | 3     |       |       |
|  |            |                                        |                            |            |            |                        | 8  | Mariusz Fyrstenberg · Marcin Matkowski | 5     | 3     |       |       |
|  |            | 3                                      | Maks Mirni · Daniel Nestor | 7          | 6          |                        |    |                                        |       |       |       |       |
|  | 1          | 3                                      | Maks Mirni · Daniel Nestor | 7          | 6          | Bob Bryan · Mike Bryan | 6⁶ | 4                                      |       |       |       |       |
|  | 1          |                                        |                            |            |            | Bob Bryan · Mike Bryan | 6⁶ | 4                                      |       |       |       |       |
|  | 3          | Maks Mirni · Daniel Nestor             | 7                          | 6          |            |                        |    |                                        |       |       |       |       |

## Premis
| Ronda                 | Individual  | DoblesA    | Punts |
| --------------------- | ----------- | ---------- | ----- |
| Campió sense derrotes | 1.630.000 $ | 287.500 $  | 1.500 |
| Campió                | +770.000 $  | +125.000 $ | +500  |
| Semifinal guanyada    | +380.000 $  | +30.000 $  | +400  |
| Victòria Round Robin  | 120.000 $   | 22.500 $   | 200   |
| Participació          | 120.000 $B  | 65.000 $C  | −     |
| Suplents              | 70.000 $    | 25.000 $   | −     |

- Nota A:  Els premis de dobles són per equip.
- Nota B:  Basat en el càlcul de partits jugats: 1 partit = 70.000 $, dos partits = 95.000 $, 3 partits = 120.000 $.
- Nota C:  Basat en el càlcul de partits jugats: 1 partit = 30.000 $, dos partits = 50.000 $, 3 partits = 65.000 $.